# Octobre 1944 (guerre mondiale)
Chronologie de la Seconde Guerre mondiale
Septembre 1944 - Octobre 1944 -  Novembre 1944
- 1er octobre : 
  - les troupes soviétiques entrent en Yougoslavie.

- 2 octobre : 
  - les Allemands écrasent le soulèvement de Varsovie ;
  - offensive américaine sur la ligne Siegfried. Percée à Aix-la-Chapelle.

- 4 octobre : 
  - les Soviétiques prennent Riga.

- 5 octobre : 
  - les troupes canadiennes franchissent la frontière des Pays-Bas.

- 9 au 18 octobre :
  - conférence à Moscou entre Churchill, Staline et Anthony Eden sur la Pologne, la Yougoslavie et la Grèce.

- 10 octobre :
  - les Britanniques occupent Corinthe et le Péloponnèse en Grèce ;
  - publication du projet d'Organisation des Nations unies.

- 12 octobre :
  - Alfred Rosenberg démissionne officiellement de son poste de ministre des territoires occupés  l'Est par un courrier adressé directement à Hitler.

- 13 octobre:
  - l'armée allemande évacue les Pays baltes.

- 14 octobre : 
  - les Britanniques sont à Athènes ;
  - suicide d'Erwin Rommel à Herrlingen.

- 16 octobre :
  - les Allemands occupent Budapest ;
  - l'amiral Horthy, régent du Royaume de Hongrie, renonce à ses pouvoirs, au profit de Ferenc Szálasi, proclamé régent du royaume ; les Croix fléchées forment un nouveau gouvernement.

- 18 octobre :
  - les troupes de Tito libèrent Belgrade.
  - levée de la Volkssturm dans le Reich.

- 20 octobre :
  - débarquement américain aux Philippines.

- 21 octobre : 
  - Aix-la-Chapelle est occupée par la 1re armée américaine.

- 22 octobre
  - les Soviétiques prennent Memel, débute alors le siège de la ville par les forces allemandes encerclées.

- 25 octobre : 
  - bataille du golfe de Leyte, les Américains coulent une bonne partie de la flotte impériale japonaise. Les Japonais disposaient de 68 navires contre les 225 bâtiments américains et leurs 1 500 avions. Les Japonais répliquent alors par les opérations de kamikazes, avions-suicides bourrés d'explosifs s'écrasant avec leur pilote sur les navires ennemis.

- 26 octobre
  - Parution du premier numéro du Journal La France, rapidement journal officiel de la gouvernement de Sigmaringen.

- 28 octobre : 
  - armistice entre le Royaume de Bulgarie et les Alliés.

- 30 octobre
  - les troupes soviétiques pénètrent en Hongrie.